# Raven – Die Unsterbliche
Die franko-kanadische Fantasy-Fernsehserie Raven – Die Unsterbliche (OT: Highlander: The Raven) ist eine Ablegerserie (englisch spin-off) der Serie Highlander, die auf dem gleichnamigen Kinofilm beruht. Die Serie startete 1998 und wurde in Kanada produziert. Wegen schlechter Einschaltquoten wurde sie bereits nach einer Staffel wieder eingestellt.

## Intro
Wie in Highlander – Die Serie beginnt auch jede Folge der Ablegerserie Raven mit einem Intro, das den folgenden Wortlaut hat:
„Sie ist unsterblich. Über 1.000 Jahre alt. Und sie kann nicht sterben. Ein Fabelwesen. Wie der Rabe. Der Legende nach stahl er die Sonne und den Mond. Man schickte einen Krieger, um ihn zu suchen. Er fand ihn. Gemeinsam brachten sie der Erde das Licht zurück. Ich war ein Cop. Für mich war sie nur eine Kriminelle wie jede andere Diebin. Aber das war sie nicht. Sie veränderte mein Leben. Alles veränderte sich. Wir wussten beide, dass nichts mehr so sein würde, wie es einmal war.“

## Handlung
Die Serie dreht sich um die Unsterbliche Amanda, die bereits viele Auftritte in der Originalserie hatte. Dort war sie eine stete Begleiterin von Duncan MacLeod. Mit der Ablegerserie wurde das Konzept komplett auf die Rolle der Amanda zugeschnitten. Amanda, die Diebin, lernt den Polizisten Nick Wolfe kennen, der sie als Kriminelle ins Gefängnis bringen will. Doch als Amanda und seine Partnerin in einem Feuergefecht sterben, sieht er wie Amanda wieder zum Leben erweckt wird. Amanda klärt ihn über die Unsterblichen auf, beide freunden sich an und bilden fortan eine Art Duo. Jedoch zeigt Nick Amanda ganz deutlich, dass er das Leben der Unsterblichen verabscheut. Er kann es nicht akzeptieren, dass man andere Menschen töten muss, um selber weiterleben zu können. Beide erleben in den 22 Folgen der Serie eine Reihe von Abenteuern und am Ende wird Nick Wolfe selbst zum Unsterblichen.

## Kritik
Die Serie wurde bereits nach einer Staffel eingestellt. Die Einstellung der Serie ist auf die geringen Einschaltquoten zurückzuführen. Die Gründe für den Zuschauerschwund sind in dem Konzept zu finden. In den ersten Folgen der Serie hat der Zuschauer das Gefühl, er würde sich eine Krimiserie anschauen und nicht eine Fantasyserie über Unsterbliche. Da sich die Geschichten der einzelnen Folgen nur so wenig um die Unsterblichen drehten, blieben bald die Zuschauer aus. Die Produzenten versuchten, den Zuschauerverlust zu begrenzen und änderten die Geschichten der Folgen, es sollte wieder verstärkt von der Unsterblichkeit handeln. Das Ende der Serie konnte trotz der Änderungen nicht mehr verhindert werden.

## Episodenliste
|           |                             |                       |                     |                      |
| Nr.       | Deutscher Titel             | Originaltitel         | US-Erstausstrahlung | dt. Erstausstrahlung |
| 1 (1-01)  | Wiedergeboren               | Reborn                | 21. September 1998  | 12. November 1999    |
| 2 (1-02)  | Enthüllungen                | Full Disclosure       | 28. September 1998  | 12. November 1999    |
| 3 (1-03)  | Blutrache                   | Bloodlines            | 5. Oktober 1998     | 14. November 1999    |
| 4 (1-04)  | Tödliche Diplomatie         | Immunity              | 12. Oktober 1998    | 21. November 1999    |
| 5 (1-05)  | Und nichts als die Wahrheit | So shall ye reap      | 19. Oktober 1998    | 19. Dezember 1999    |
| 6 (1-06)  | Der Freibrief               | Birthright            | 26. Oktober 1998    | 28. November 1999    |
| 7 (1-07)  | Schuld und Sühne            | Crime and Punishment  | 2. November 1998    | 5. Dezember 1999     |
| 8 (1-08)  | Eine Frage der Ehre         | The Unknown soldier   | 9. Oktober 1998     | 12. Dezember 1999    |
| 9 (1-09)  | Schatten der Vergangenheit  | Cloak and Dagger      | 16. November 1998   | 2. Januar 2000       |
| 10 (1-10) | Eine alte Rechnung          | Passion Play          | 23. November 1998   | 9. Januar 2000       |
| 11 (1-11) | Der Teufel in Person        | The Devil you Know    | 30. November 1998   | 16. Januar 2000      |
| 12 (1-12) | Eine Frage der Zeit         | A Matter of time      | 1. Februar 1999     | 23. Januar 2000      |
| 13 (1-13) | French Connection           | The French Connection | 8. Februar 1999     | 30. Januar 2000      |
| 14 (1-14) | Der Einzelgänger            | The Rogue             | 15. Februar 1999    | 6. Februar 2000      |
| 15 (1-15) | Eine alte Schuld            | Inferno               | 22. Februar 1999    | 13. Februar 2000     |
| 16 (1-16) | Die Rivalen                 | The Frame             | 5. April 1999       | 20. Februar 2000     |
| 17 (1-17) | Auf Liebe und Tod           | Love and death        | 12. April 1999      | 27. Februar 2000     |
| 18 (1-18) | Diebesbande                 | Thick as Thieves      | 19. April 1999      | 5. März 2000         |
| 19 (1-19) | Der Drahtzieher             | The Manipulator       | 26. April 1999      | 12. März 2000        |
| 20 (1-20) | Die Ex-Akte                 | The Ex-Files          | 3. Mai 1999         | 19. März 2000        |
| 21 (1-21) | Krieg und Frieden           | War and Peace         | 10. Mai 1999        | 26. März 2000        |
| 22 (1-22) | Der schleichende Tod        | Dead on Arrival       | 17. Mai 1999        | 2. April 2000        |